# Stationäre Tierhaltung
Stationäre Tierhaltung ist ein Begriff für die Arten der Tierproduktion, bei denen die Viehzüchter sesshaft sind und die Weiden sich zumeist in der Nähe der Stallungen befinden.
Man unterscheidet zwischen extensiven stationären Systemen, bei denen die Flächengröße der Weiden den maßgeblichen Produktionsfaktor darstellt (Ranching) und intensiven Systemen, die vor allem marktwirtschaftliche und technologische Hilfsmittel nutzen.